# Джордан Леопольд
Джордан Леопольд (англ. Jordan Leopold, нар. 3 серпня 1980, Ґолден-Веллі) — колишній американський хокеїст, що грав на позиції захисника. Грав за збірну команду США.
Провів понад 700 матчів у Національній хокейній лізі.

## Ігрова кар'єра

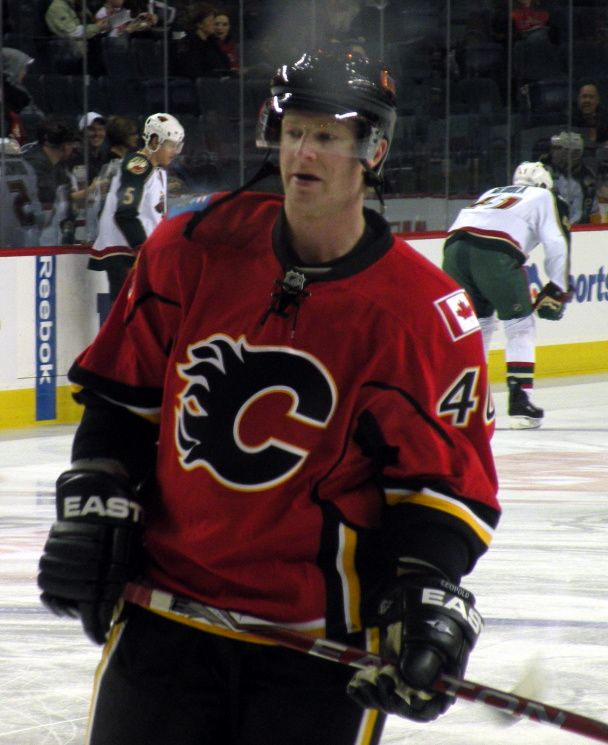
Леопольд у формі Калгарі Флеймс в сезоні 2008–09

Хокейну кар'єру розпочав 1998 року виступами в університетський лізі за команду Міннесотського університету.
1999 року був обраний на драфті НХЛ під 44-м загальним номером командою «Майті Дакс оф Анагайм», але через три роки його «могутні качки» обміняли його на Андрія Назарова з «Калгарі Флеймс» за який Джордан і дебютує в НХЛ. 
Протягом професійної клубної ігрової кар'єри, що тривала 14 років, захищав кольори команд «Калгарі Флеймс», «Колорадо Аваланч», «Флорида Пантерс», «Піттсбург Пінгвінс», «Баффало Сейбрс», «Сент-Луїс Блюз», «Колумбус Блю-Джекетс» та «Міннесота Вайлд».
Загалом провів 775 матчів у НХЛ, включаючи 80 ігор плей-оф Кубка Стенлі.
Був гравцем молодіжної збірної США, у складі якої брав участь у 13 іграх. Виступав за національну збірну США, провів 30 ігор в її складі.

## Статистика

### Клубні виступи
| Сезон        | Клуб                      | Ліга         | Регулярний сезон | Регулярний сезон | Регулярний сезон | Регулярний сезон | Регулярний сезон | Плей-оф | Плей-оф | Плей-оф | Плей-оф | Плей-оф |
| Сезон        | Клуб                      | Ліга         | І                | Г                | П                | О                | ШХ               | І       | Г       | П       | О       | ШХ      |
| ------------ | ------------------------- | ------------ | ---------------- | ---------------- | ---------------- | ---------------- | ---------------- | ------- | ------- | ------- | ------- | ------- |
| 1998–99      | Міннесотський університет | ЗКХА         | 39               | 7                | 16               | 23               | 20               | —       | —       | —       | —       | —       |
| 1999–00      | Міннесотський університет | ЗКХА         | 39               | 6                | 18               | 24               | 20               | —       | —       | —       | —       | —       |
| 2000–01      | Міннесотський університет | ЗКХА         | 42               | 12               | 37               | 49               | 38               | —       | —       | —       | —       | —       |
| 2001–02      | Міннесотський університет | ЗКХА         | 44               | 20               | 28               | 48               | 28               | —       | —       | —       | —       | —       |
| 2002–03      | «Сент-Джон Флеймс»        | АХЛ          | 3                | 1                | 2                | 3                | 0                | —       | —       | —       | —       | —       |
| 2002–03      | «Калгарі Флеймс»          | НХЛ          | 58               | 4                | 10               | 14               | 12               | —       | —       | —       | —       | —       |
| 2003–04      | «Калгарі Флеймс»          | НХЛ          | 82               | 9                | 24               | 33               | 24               | 26      | 0       | 10      | 10      | 6       |
| 2005–06      | «Калгарі Флеймс»          | НХЛ          | 74               | 2                | 18               | 20               | 68               | 7       | 0       | 1       | 1       | 4       |
| 2006–07      | «Колорадо Аваланч»        | НХЛ          | 15               | 2                | 3                | 5                | 14               | —       | —       | —       | —       | —       |
| 2007–08      | «Колорадо Аваланч»        | НХЛ          | 43               | 5                | 8                | 13               | 20               | 7       | 0       | 3       | 3       | 0       |
| 2008–09      | «Колорадо Аваланч»        | НХЛ          | 64               | 6                | 14               | 20               | 18               | —       | —       | —       | —       | —       |
| 2008–09      | «Калгарі Флеймс»          | НХЛ          | 19               | 1                | 3                | 4                | 6                | 6       | 0       | 1       | 1       | 8       |
| 2009–10      | «Флорида Пантерс»         | НХЛ          | 61               | 7                | 11               | 18               | 22               | —       | —       | —       | —       | —       |
| 2009–10      | «Піттсбург Пінгвінс»      | НХЛ          | 20               | 4                | 4                | 8                | 6                | 8       | 0       | 0       | 0       | 2       |
| 2010–11      | «Баффало Сейбрс»          | НХЛ          | 71               | 13               | 22               | 35               | 36               | 5       | 0       | 1       | 1       | 4       |
| 2011–12      | «Баффало Сейбрс»          | НХЛ          | 79               | 10               | 14               | 24               | 28               | —       | —       | —       | —       | —       |
| 2012–13      | «Баффало Сейбрс»          | НХЛ          | 24               | 2                | 6                | 8                | 14               | —       | —       | —       | —       | —       |
| 2012–13      | «Сент-Луїс Блюз»          | НХЛ          | 15               | 0                | 2                | 2                | 0                | 6       | 0       | 0       | 0       | 0       |
| 2013–14      | «Сент-Луїс Блюз»          | НХЛ          | 27               | 1                | 5                | 6                | 6                | 6       | 0       | 1       | 1       | 2       |
| 2014–15      | «Сент-Луїс Блюз»          | НХЛ          | 7                | 0                | 0                | 0                | 2                | —       | —       | —       | —       | —       |
| 2014–15      | «Колумбус Блю-Джекетс»    | НХЛ          | 18               | 1                | 2                | 3                | 9                | —       | —       | —       | —       | —       |
| 2014–15      | «Міннесота Вайлд»         | НХЛ          | 18               | 0                | 1                | 1                | 8                | 9       | 0       | 0       | 0       | 0       |
| Усього в НХЛ | Усього в НХЛ              | Усього в НХЛ | 695              | 67               | 147              | 214              | 293              | 80      | 0       | 17      | 17      | 26      |

### Збірна
| Рік                | Команда            | Турнір             | Місце              | І  | Г | П | О | ШХ |
| ------------------ | ------------------ | ------------------ | ------------------ | -- | - | - | - | -- |
| 1999               | США                | МЧС                | 8-е                | 6  | 0 | 1 | 1 | 0  |
| 2000               | США                | МЧС                | 4-е                | 7  | 1 | 2 | 3 | 0  |
| 2002               | США                | ЧС                 | 7-е                | 7  | 0 | 1 | 1 | 4  |
| 2003               | США                | ЧС                 | 13-е               | 6  | 1 | 3 | 4 | 2  |
| 2005               | США                | ЧС                 | 6-е                | 7  | 0 | 1 | 1 | 0  |
| 2006               | США                | ОІ                 | 8-е                | 6  | 1 | 0 | 1 | 4  |
| 2008               | США                | ЧС                 | 6-е                | 4  | 0 | 1 | 1 | 6  |
| Молодіжна збірна   | Молодіжна збірна   | Молодіжна збірна   | Молодіжна збірна   | 13 | 1 | 3 | 4 | 0  |
| Національна збірна | Національна збірна | Національна збірна | Національна збірна | 30 | 2 | 6 | 8 | 16 |